# Oum El Achar
Oum El Achar, est un village de la commune de Tindouf en Algérie, située à la base d'un col de montagne. Le village est desservi par la route nationale n°50.